# Pequeño Mikey
El pequeño Mikey es un niño ficticio interpretado por John Gilchrist (nacido el 2 de febrero de 1968) en un anuncio de televisión estadounidense que promociona el cereal de desayuno Life de Quaker Oats. El anuncio fue creado por el director de arte Bob Gage, quien también dirigió el comercial. Se emitió por primera vez en el año 1971. La popular campaña publicitaria con Mikey se mantuvo en rotación regular durante más de 12 años y fue una de las campañas comerciales de emisión continua más largas de la historia.

## Comercial original
El comercial se centra en tres hermanos jóvenes desayunando. Frente a ellos hay un tazón repleto de cereales Life. Dos de los hermanos se preguntan entre sí sobre el cereal, animándose mutuamente a probarlo y señalando que se supone que es saludable. Ninguno de los dos tiene ganas de probarlo ("No lo voy a probar, ¡ pruébalo tú!"), así que le piden a su hermano menor Mikey que lo haga ("Vamos a buscar a Mikey"), señalando que "odia todo". Mikey contempla brevemente el tazón y después de probar el cereal, comienza a comerlo vigorosamente mientras los hermanos exclaman: "¡Le gusta! ¡Oye Mikey!". Los hermanos de Mikey fueron interpretados por los hermanos reales de Gilchrist, Michael (a la izquierda en el anuncio) y Tommy. John es el hijo del medio de siete hijos nacidos de Tom y Pat Gilchrist del Bronx.

## Recepción
El anuncio fue muy popular y ganó un premio Clio en el año 1974. A menudo se ha incluido en comparaciones retrospectivas de anuncios de televisión clásicos. En 1999, TV Guide lo clasificó como el anuncio número 10 de todos los tiempos. A pesar de su antigüedad, una encuesta de 1999 descubrió que el 70% de los adultos podían identificar el anuncio basándose simplemente en una "breve descripción genérica".

## Secuelas
En la década de 1980 se emitió una serie de anuncios titulados "Mikey today", en los que Gilchrist repetía perplejo el personaje como estudiante universitario.
En el año 1996, Quaker Oats encargó al director Rick Schulze, de la Industrial Light & Magic Commercial Productions, que creara digitalmente una botella de Snapple, que entonces era una filial de Quaker Oats, para el anuncio original de Life, a través de la agencia de publicidad de Snapple, ubicada en Kirshenbaum Bond & Partners, en Nueva York. Esta vez, sin embargo, en un giro irónico, a Mikey le gustan algunos de los sabores del producto, mientras que otros no le gustan.
La agencia de publicidad de Life, Foote, Cone & Belding , en Chicago, revivió el personaje de Mikey para dos campañas a fines de la década de 1990. En 1997, Quaker Oats inició una búsqueda a nivel nacional para el "próximo Mikey", y se decidió por Marli Hughes, de 4 años, entre más de 35.000 solicitantes. También apareció en un comercial de televisión, "Better Life", dirigido por Howard Rose, donde se la ve contándoles a sus compañeros de clase cómo ganó el concurso y viajó a Nueva York para hacer algunos programas de televisión. Declaró que, como la nueva Mikey, puede comer tanto cereal Life como quiera.
En 1999, Quaker Oats rehizo el anuncio palabra por palabra con un elenco compuesto exclusivamente por adultos que actuaban como niños. Mikey es interpretado por el actor Jimmy Starace, que vive en Nueva York.

## Hechos posteriores
Durante muchos años, Mikey fue el protagonista de una leyenda urbana que afirmaba que había muerto tras consumir Pop Rocks y Coca-Cola, lo que supuestamente le provocó una ruptura estomacal fatal. De hecho, el actor que interpretó a Mikey, John Gilchrist, todavía está vivo. Snopes informó más tarde que la combinación de Pop Rocks y Coca-Cola haría poco más que producir un "eructo abundante".
Según Gilchrist, la leyenda se hizo tan conocida que su propia madre recibió una llamada telefónica de otra mujer para ofrecerle sus condolencias por la muerte de su hijo, a lo que la señora Gilchrist respondió: "¡Acaba de llegar a casa de la escuela!"
En el año 2011, Gilchrist se convirtió en el director de ventas de medios de MSG Network. Él ha dicho que no tiene recuerdos claros de la filmación del comercial original ya que tenía sólo tres años y medio.